# Komisariat Straży Granicznej „Rajcza”
Komisariat Straży Granicznej „Rajcza” – jednostka organizacyjna Straży Granicznej pełniąca służbę ochronną na granicy polsko-czechosłowackiej w latach 1928–1939.

## Geneza
Na wniosek Ministerstwa Skarbu, uchwałą z 10 marca 1920, powołano do życia Straż Celną. Proces tworzenia Straży Celnej trwał do końca 1922.
Komisariat Straży Celnej „Ujsoły” i „Rycerka”, wraz ze swoimi placówkami granicznymi, weszły w podporządkowanie Inspektoratu Straży Celnej „Żywiec”.
W drugiej połowie 1927 przystąpiono do gruntownej reorganizacji Straży Celnej. W praktyce skutkowało to rozwiązaniem tej formacji granicznej.
Rozkazem nr 4 z 30 kwietnia 1928 w sprawie organizacji Śląskiego Inspektoratu Okręgowego dowódca Straży Granicznej gen. bryg. Stefan Pasławski powołał komisariat Straży Granicznej „Rajcza” z podkomisariatem „Korbielów”, który przejął ochronę granicy od rozwiązywanego komisariatu Straży Celnej.

## Formowanie i zmiany organizacyjne
Rozporządzeniem Prezydenta Rzeczypospolitej Polskiej Ignacego Mościckiego z 22 marca 1928, do ochrony północnej, zachodniej i południowej granicy państwa, a w szczególności do ich ochrony celnej, powoływano z dniem 2 kwietnia 1928 Straż Graniczną.
Rozkazem nr 4 z 30 kwietnia 1928 w sprawie organizacji Śląskiego Inspektoratu Okręgowego dowódca Straży Granicznej gen. bryg. Stefan Pasławski przydzielił komisariat „Rajcza” do Inspektoratu Granicznego nr 17 „Biała” i określił jego strukturę organizacyjną.
Rozkazem nr 10 z 5 listopada 1929 w sprawie reorganizacji Śląskiego Inspektoratu Okręgowego komendant Straży Granicznej płk Jan Jur-Gorzechowski określił numer i nową strukturę komisariatu.
Rozkazem nr 1 z 27 marca 1936 w sprawach [...] zmian w niektórych inspektoratach okręgowych, komendant Straży Granicznej płk Jan Jur-Gorzechowski przeniósł placówkę Straży Granicznej I linii „Rajcza” do Rycerki, a placówkę Glinka do m. Ujsoły.
Rozkazem nr 1 z 27 marca 1936 w sprawach [...] zmian w niektórych inspektoratach okręgowych, komendant Straży Granicznej płk Jan Jur-Gorzechowski zniósł placówkę Straży Granicznej „Sól”.
Rozkazem nr 3 z 8 września 1938 w sprawach reorganizacji jednostek na terenach Śląskiego, Zachodniomałopolskiego i Wschodniomałopolskiego okręgów Straży Granicznej, a także utworzenia nowych komisariatów i placówek, komendant Straży Granicznej płk Jan Gorzechowski, działając na podstawie upoważnienia Ministra Skarbu z 14 października 1938, przydzielił komisariat do Obwodu „Żywiec”.
Rozkazem nr 5 z 3 marca 1939 w sprawie zmian organizacyjnych [...], komendant Straży Granicznej gen. bryg. Walerian Czuma utworzył placówkę I linii „Sól” i zniósł placówkę I linii „Przegibek” i „Morgi”. Placówkę I linii „Zwardoń” z komisariatu „Rajcza” przydzielił do komisariatu „Istebna”.

## Służba graniczna
Sąsiednie komisariaty:

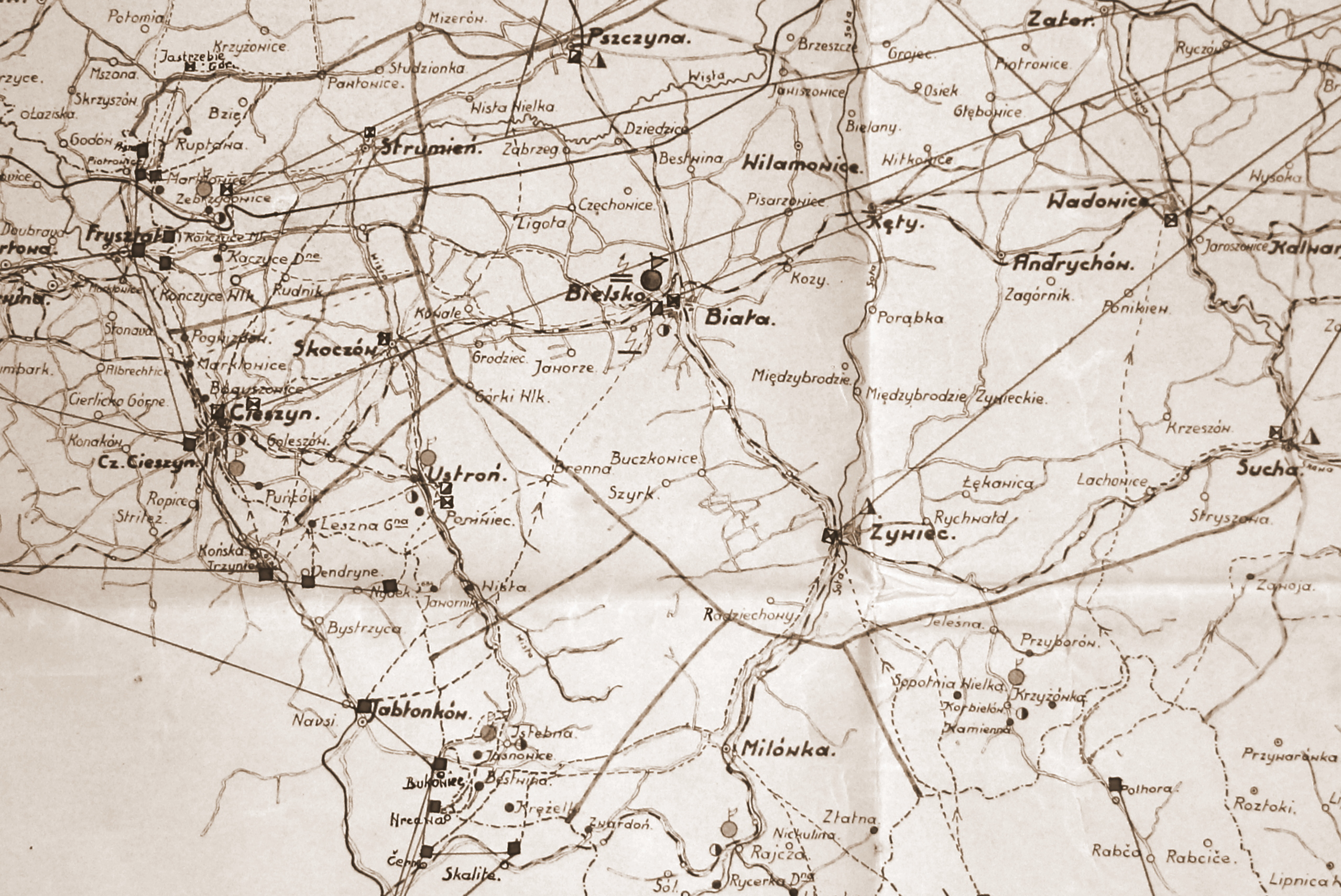
Mapa Inspektoratu „Bielsko” z naniesionymi szlakami i punktami przemytniczymi

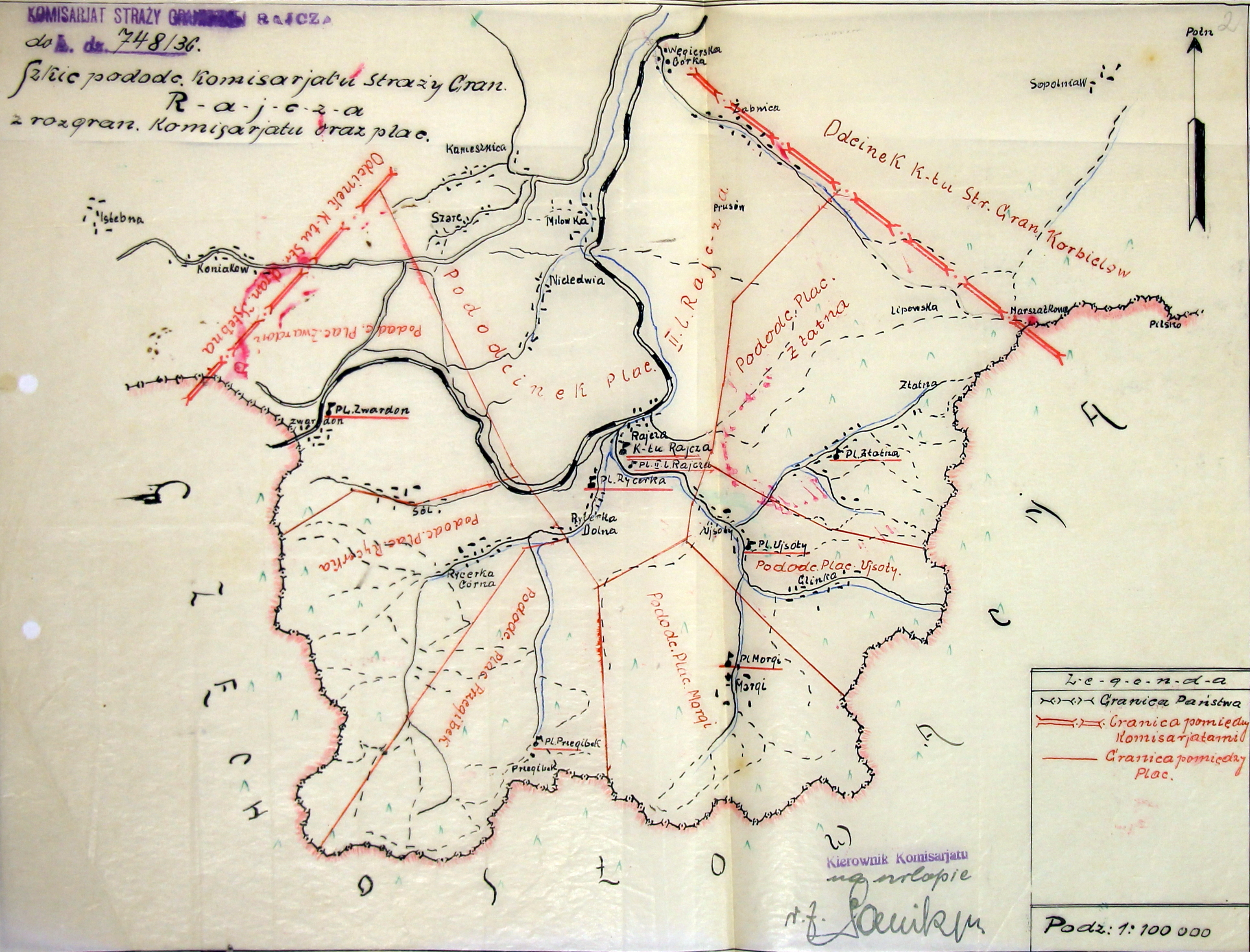
Szkic komisariatu „Rajcza”

- komisariat Straży Granicznej „Istebna” ⇔ komisariat Straży Granicznej „Czarny Dunajec” – 1928
- komisariat Straży Granicznej „Jasnowice” ⇔ komisariat Straży Granicznej „Korbielów” – listopad 1929

## Funkcjonariusze komisariatu
| Kierownicy/komendanci komisariatu | Kierownicy/komendanci komisariatu | Kierownicy/komendanci komisariatu |
| stopień                           | imię i nazwisko                   | okres pełnienia służby            |
| --------------------------------- | --------------------------------- | --------------------------------- |
| podkomisarz                       | Tadeusz Chmielowski               | V 1928 –                          |
| podkomisarz                       | Mikołaj Radochoński               | 11 VI 1929 – był II 1933          |
| aspirant                          | Jan Krawiec                       | 29 III 1939 –                     |
| Zastępcy komendanta komisariatu   |                                   |                                   |
| starszy strażnik                  | Józef Niedzielki                  | 1 V 1939 –                        |

## Struktura organizacyjna
Organizacja komisariatu w kwietniu 1928:
- komenda – Rajcza
- podkomisariat Straży Granicznej „Jeleśnia”
- placówka Straży Granicznej I linii „Zwardoń”
- placówka Straży Granicznej I linii „Racza”
- placówka Straży Granicznej I linii „Morgi”
- placówka Straży Granicznej I linii „Glinka”
- placówka Straży Granicznej I linii „Złatna”
- placówka Straży Granicznej I linii „Korbielów” Górny
- placówka Straży Granicznej I linii „Głuchaczki”
- placówka Straży Granicznej II linii „Rycerka” Górna
- placówka Straży Granicznej II linii „Rajcza”
- placówka Straży Granicznej II linii „Jeleśnia”
- placówka Straży Granicznej II linii „Biała”

Organizacja komisariatu w listopadzie 1929 i w 1935:
- 4/17 komenda – Rajcza
- placówka Straży Granicznej I linii „Zwardoń”
- placówka Straży Granicznej I linii „Sól” → w 1936 zniesiona, w 1939 odtworzona
- placówka Straży Granicznej I linii „Rajcza” → w 1936 przeniesiona do Rycerki
- placówka Straży Granicznej I linii „Przegibek” → w 1939 zniesiona
- placówka Straży Granicznej I linii „Glinka” → w 1936 przeniesiona do Ujsoł
- placówka Straży Granicznej I linii „Morgi” → w 1939 zniesiona
- placówka Straży Granicznej I linii „Złatna”
- placówka Straży Granicznej II linii „Rajcza”